# جون ديربي سميث
جون ديربي سميث هو طبيب وسياسي أمريكي، ولد في 9 أبريل 1812، وتوفي في 26 أبريل 1884.